# NGC 3965
NGC 3965 ist eine Galaxie vom Hubble-Typ S im Sternbild Becher. Sie ist schätzungsweise 648 Millionen Lichtjahre von der Milchstraße entfernt.
Das Objekt wurde im Jahre 1886 von Francis Leavenworth entdeckt.